# Giải trừ hạt nhân

Biểu tượng hoà bình (☮) là biểu tượng của Chiến dịch giải trừ hạt nhân, được thiết kế bởi Gerald Holtom vào năm 1958.

Giải trừ vũ khí hạt nhân là hành động giảm hoặc loại bỏ vũ khí hạt nhân. Nó cũng có thể là trạng thái kết thúc của một thế giới không có vũ khí hạt nhân, trong đó vũ khí hạt nhân bị loại bỏ hoàn toàn. Thuật ngữ phi hạt nhân hóa cũng được sử dụng để mô tả quá trình dẫn đến giải trừ hạt nhân hoàn toàn.
Các nhóm giải trừ vũ khí hạt nhân bao gồm Chiến dịch giải trừ vũ khí hạt nhân, Hành động hòa bình, Hòa bình xanh, Soka Gakkai International, Các bác sĩ quốc tế về phòng chống chiến tranh hạt nhân, Thị trưởng vì hòa bình, Toàn cầu, Chiến dịch quốc tế xóa bỏ vũ khí hạt nhân và Quỹ hòa bình hạt nhân. Đã có nhiều cuộc biểu tình và biểu tình chống hạt nhân lớn. Vào ngày 12 tháng 6 năm 1982, một triệu người đã biểu tình tại Công viên Trung tâm của Thành phố New York chống lại vũ khí hạt nhân và chấm dứt cuộc chạy đua vũ trang chiến tranh lạnh. Đó là cuộc biểu tình chống hạt nhân lớn nhất và là cuộc biểu tình chính trị lớn nhất trong lịch sử Hoa Kỳ.
Trong những năm gần đây, một số chính khách cao tuổi của Hoa Kỳ cũng đã ủng hộ giải trừ hạt nhân. Sam Nunn, William Perry, Henry Kissinger và George Shultz đã kêu gọi các chính phủ nắm lấy tầm nhìn về một thế giới không có vũ khí hạt nhân, và trong các cột op-ed khác nhau đã đề xuất một chương trình đầy tham vọng về các bước khẩn cấp cho mục đích đó. Bốn người đã tạo ra Dự án An ninh hạt nhân để thúc đẩy chương trình nghị sự này. Các tổ chức như Global Zero, một nhóm phi đảng phái quốc tế gồm 300 nhà lãnh đạo thế giới chuyên thực hiện giải trừ hạt nhân, cũng đã được thành lập.
Những người ủng hộ giải trừ hạt nhân nói rằng nó sẽ làm giảm khả năng xảy ra chiến tranh hạt nhân, đặc biệt là tình cờ. Những người chỉ trích giải trừ hạt nhân nói rằng nó sẽ làm suy yếu sự răn đe.